# Magnolia sinica
Magnolia sinica là một loài thực vật có hoa trong họ Magnoliaceae. Loài này được (Y.W.Law) Noot. mô tả khoa học đầu tiên năm 1985.